# Sukno

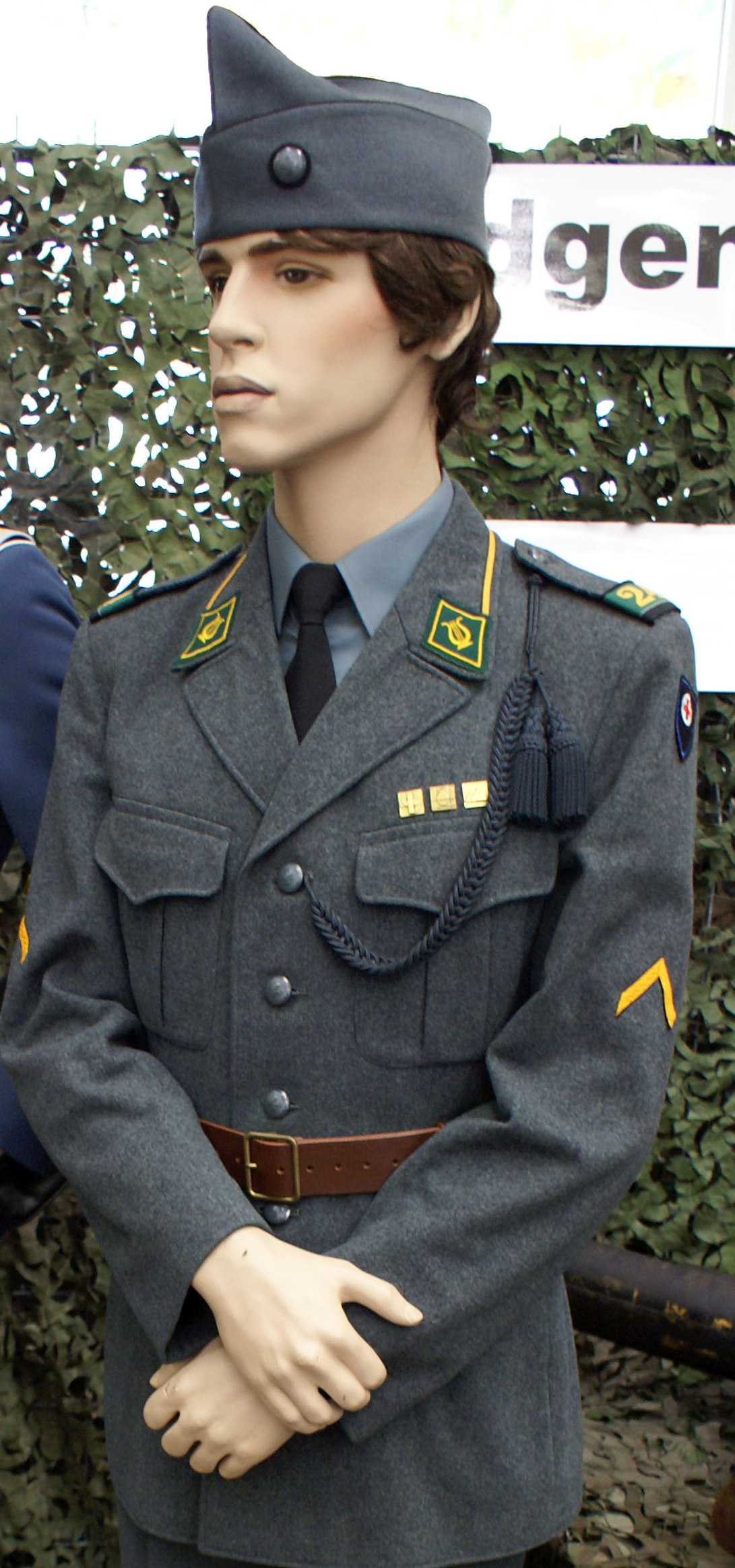
Sukienny mundur

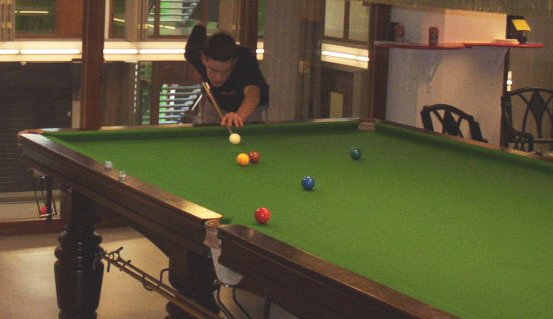
Sukienne obicie stołu bilardowego

Sukno – tkanina wełniana, zgrzebna, powierzchniowo spilśniana, drapana i strzyżona.

## Wytwarzanie
Sukno wytwarza się najczęściej z czystej (100%) przędzy wełnianej zgrzebnej, barwionej w surowcu. Tkanina wykonywana jest najczęściej w splocie płóciennym a osnowa i wątek z takiej samej przędzy. Tkanina surowa przeznaczona na sukno ma nieco mniejszą liczność nitek (gęstość) niż inne tkaniny płaszczowe, ponieważ podczas spilśniania następuje bardzo duży skurcz, zarówno wzdłuż wątku (poprzeczny), jak i wzdłuż osnowy (podłużny). W procesie wykończenia powierzchnia tkaniny poddawana jest kolejno:
- folowaniu (spilśnianiu), przez co uzyskuje większą gęstość (zwartość) i wytrzymałość
- drapaniu w celu uzyskania okrywy runowej
- strzyżeniu w celu skrócenia i wyrównania okrywy runowej

Wytwarza się też sukna nieco gorszej jakości, o zawartości 60% wełny.

## Cechy
Sukna to tkaniny ciężkie (od 500 do 800 g/m²). Posiadają dobre właściwości termoizolacyjne, są wodoodporne, chronią przed wiatrem. W języku potocznym często tym mianem określa się różne ciężkie tkaniny płaszczowe wyglądem przypominające sukno, choć wytwarzane innymi metodami.

## Przeznaczenie
- płaszcze i zimowe mundury[2] dla wojska, policji i innych służb mundurowych.
- obicia stołów bilardowych, karcianych itp.